# Ilha Ponui

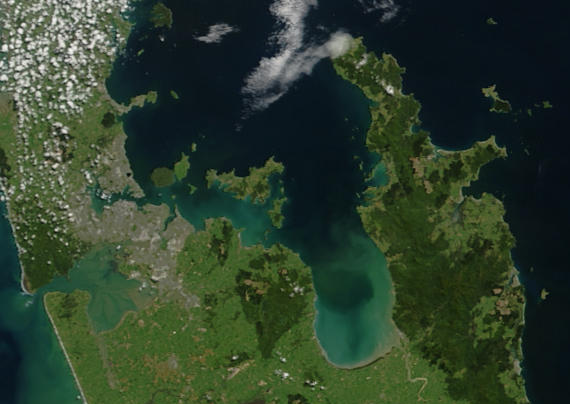
Imagem do golfo de Hauraki. Waiheke é a ilha maior próxima do centro da imagem e Ponui fica a sudeste de Waiheke.

A ilha Ponui, também conhecida pelo nome ilha de Chamberlin, é uma ilha no golfo de Hauraki, na Nova Zelândia. 
Tem 18 km² e pertence à família Chamberlin desde 1853. A ilha tem três propriedades rurais, 2 da família Chamberlin e uma de John Spencer. Os únicos habitantes permanentes (9 no censo de 2001) são agricultores e pecuaristas.
A ilha é popular como local de acampamentos para férias ou organizados pelos Escoteiros.
Na ilha existe, os únicos exemplares de burro-selvagem da Nova Zelândia, e também a ave nacional, o kiwi.